# Alfred-Alexandre Quentin
Alfred-Alexandre Quentin, né à Cherbourg le 1 et mort le 6 février 1895 dans le 10e arrondissement de Paris, est un musicien français.

## Biographie
Quentin est admis au Conservatoire de Paris, dans la classe de trombone de Dieppo. Il obtient le second prix de trombone au concours de 1856, et le premier prix l’année suivante. Il faisait partie, à cette époque, de l’orchestre des concerts Musard, et entra peu après à celui de l’Opéra.
Quentin a publié, sous le titre d’Orchestration, traité d’instrumentation (Paris, l’auteur, in- 8°), un manuel destiné surtout, dans sa pensée, à rendre familière aux compositeurs la connaissance des instruments de cuivre qui entrent dans la composition des orchestres symphoniques.

## Source
- François-Joseph Fétis, Arthur Pougin, Biographie universelle des musiciens et bibliographie générale de la musique, Paris, Firmin-Didot, 1881, p. 378.